# 2288 Karolinum
2288 Karolinum este un asteroid din centura principală, descoperit pe 19 octombrie 1979 de Ladislav Brožek.